# タロット・ガーデン
タロット・ガーデン（英語: Tarot Garden、イタリア語: Giardino dei Tarocchi、ジャルディーノ・デイ・タロッキ）は、トスカーナ（イタリア）にあるニキ・ド・サンファルの彫刻庭園。タロットの大アルカナに相当する22の彫刻群がある。ニキが20年以上かけて制作したものであり、彫刻家の夫ジャン・ティンゲリーも作品を提供するほか、他の彫刻家や、モザイク、セラミックスなど各分野の専門家、地元の住民など多くの人々の協力を得て、1998年5月15日に正式に開館した。開館後も、2002年5月21日にニキが死去するまで、制作が続けられた。

## 制作・造営過程

### 造営までの経緯
タロット・ガーデン造営のきっかけとなったのは、ニキが1955年にスペインを訪れたときに見たアントニ・ガウディのグエル公園（バルセロナ）、1960年頃に訪れた南仏ドローム県オートリーヴのフェルディナン・シュヴァルの理想宮、1962年にティンゲリーとカリフォルニア州ロサンゼルスを訪れたときに見たサイモン・ロディアのワッツ・タワーである。
1974年に、長年ポリエステルを使って仕事をしていたため、肺膿瘍で入院し、スイスのサン＝モリッツで保養していたとき、1950年代にニューヨークで出会ったイタリア貴族で美術品蒐集家のマレッラ・アニェッリ（旧姓カラッチョロ）（フィアット社会長ジャンニ・アニェッリの妻）に再会し、大きな彫刻庭園を造営したいという夢を語ったところ、マレッラの兄弟カルロ・カラッチョロとニコラ・カラッチョロがトスカーナ、ガラヴィッキオの土地を提供することになった。

### 協力者
造営に取りかかったのは1978年である。前年にリカルド・ムノンがニキの助手になり、以後10年にわたってタロット・ガーデンの造営に取り組んだ。1989年にムノンが37歳の若さでエイズで亡くなったとき、ニキは大きな猫の像を制作して彼に捧げた。現在、タロット・ガーデンの奥にあるが、同じものがモンパルナス墓地のムノンの墓にも置かれている。
彫刻家として長年にわたって協力したのはピエール・マリー・ルジューヌである。欧州諸国や米国を旅して新しい素材や技法を見いだした彼は、ニキの彫刻をモザイクで覆う技法を導入し、このためにアトリエを構えた。また、作品の鋳造から内部の彩色、ベンチや家具、その他のオブジェの制作まで様々な分野で尽力し、「女帝」の足元の泉の周りには、彼の提案で造られた小さいアンフィテアトルム（円形闘技場）がある。この周囲に岩を削って座る場所を作ったのもルジューヌである。彫刻家ではルジューヌのほか、夫ティンゲリーと彼の仲間のスイス人彫刻家リコ・ウェーバーとセッピ・インホフが、彫刻作品の土台を溶接する作業を担当した。この作業は彫刻家ドク・ヴァン・ヴィンゼンや、ムノンの紹介で助手を務めることになったトニーノ・ウルティスらによって受け継がれた。

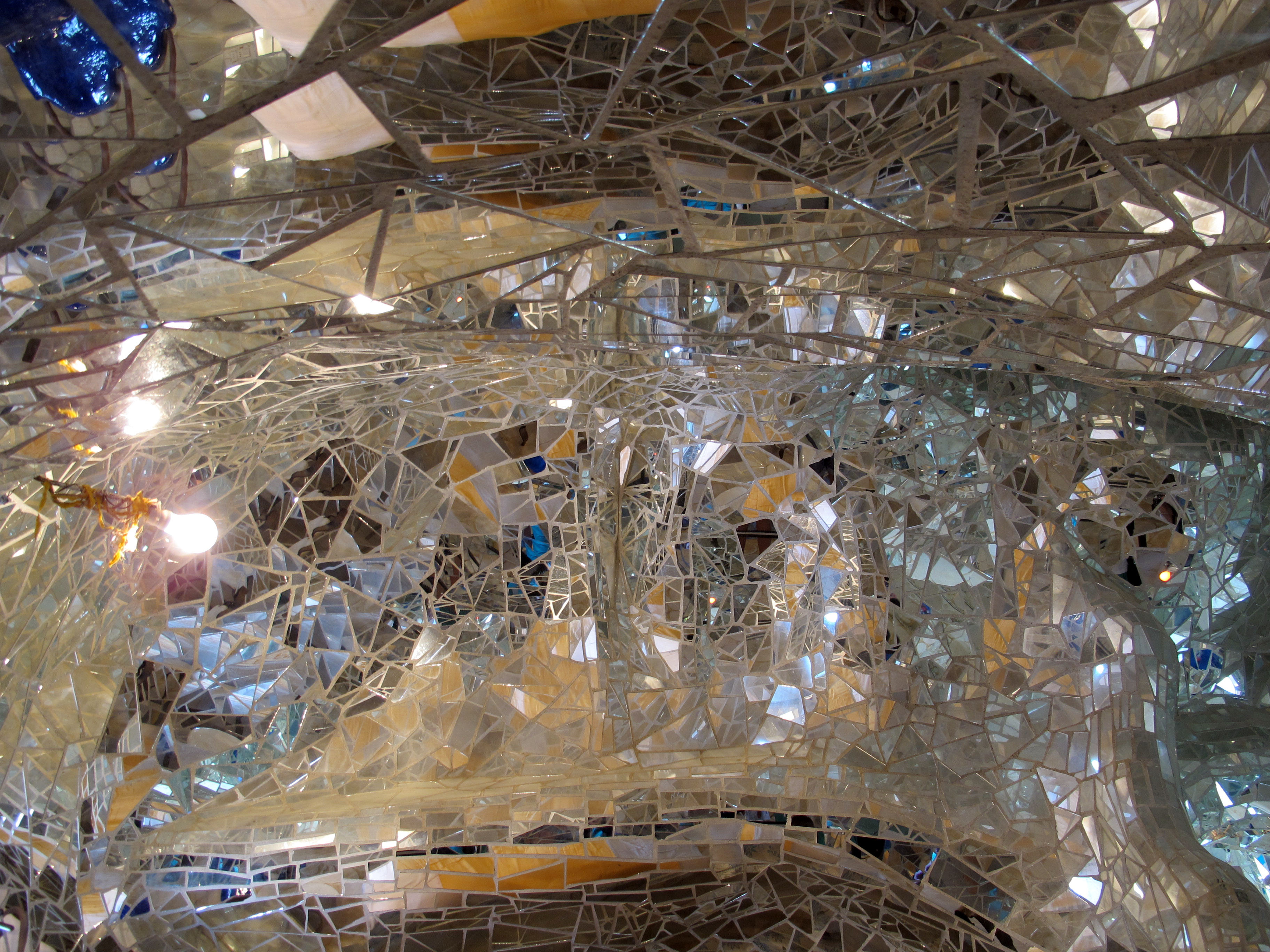
鏡の破片のモザイク

一方、パリにアトリエを構える彫刻家ロベール・アリゴンは、ニキが彫刻の素材としてポリエステルを使うようになった1972年から、彼女の制作に協力していた。アリゴンは、アルマン、セザール、ジャコメッティ、オシップ・ザッキンら多くの彫刻家・画家とともに仕事をしていた。タロット・ガーデンの造営においても、ポリエステルを使った作業はすべて彼が引き受け、1984年頃から彼の2人の息子ジェラールとオリヴィエも参加した。
セラミックス（陶磁器）の製造については、この分野の専門家ヴェネーラ・フィノッキアーロがローマから参加した。1984年には、セラミックスを焼くための小型の窯を3基入手し、以後、セラミックスはすべて現場で焼いた。セラミックスは、テッセラ（モザイク用のタイル）や鏡の破片と同様に、彫刻の外側に接着されている。
地元の住民として最初に参加したのは、郵便局員ウーゴ・チェッレッティであった。最初はコンクリート打設前の土木工事を担当し、やがて作品の仕上げに参加するようになった。公式ウェブサイトには長期にわたって協力した数人の名前が挙がっているが、実際には非常に多くの人々が協力した。

### 資金調達
1979年に基礎ができると、ニキは多くの友人たちの助力を得て、現地に暮らしながら制作をするようになった。同年にニューヨークでタロット・ガーデンの模型や写真の展示会を行い、米国各地を巡回した。
1982年、ニキはタロット・ガーデン造営の資金を調達するために、ニナ・リッチ、ピエール・カルダンなど欧州大手ブランドのニューヨーク販売代理店であったジャクリーヌ・コシュラン社からの依頼に応じて、香水を制作した。香水瓶はコバルトブルーの四角い容器に金の蓋が付いて、蓋の上にニキのモチーフとして重要な絡み合う2匹の蛇が取り付けられている。ニキはさらに宣伝のために、それまで彼女の作品を蒐集していた友人で、30年にわたってディオールのクチュリエおよびアーティスティック・ディレクターを務めたマルク・ボアンがデザインした青いパン・ベルベットのドレスと、香水瓶の蛇のモチーフをあしらったティアラを身に着けてメディアに登場し、話題を呼んだ。
この後も、タロットの人物から着想を得た作品の展示会をロンドンとニューヨークの画廊で行い、ジュネーヴのボニエ画廊ではニキの「最近の作品」としてタロット・ガーデンの彫刻に基づく作品（多彩色の彫刻、ポリエステルのレリーフ）を展示するなどして、売上をタロット・ガーデン造営の費用に充てた。

### 晩年のニキ - 開館・制作終了

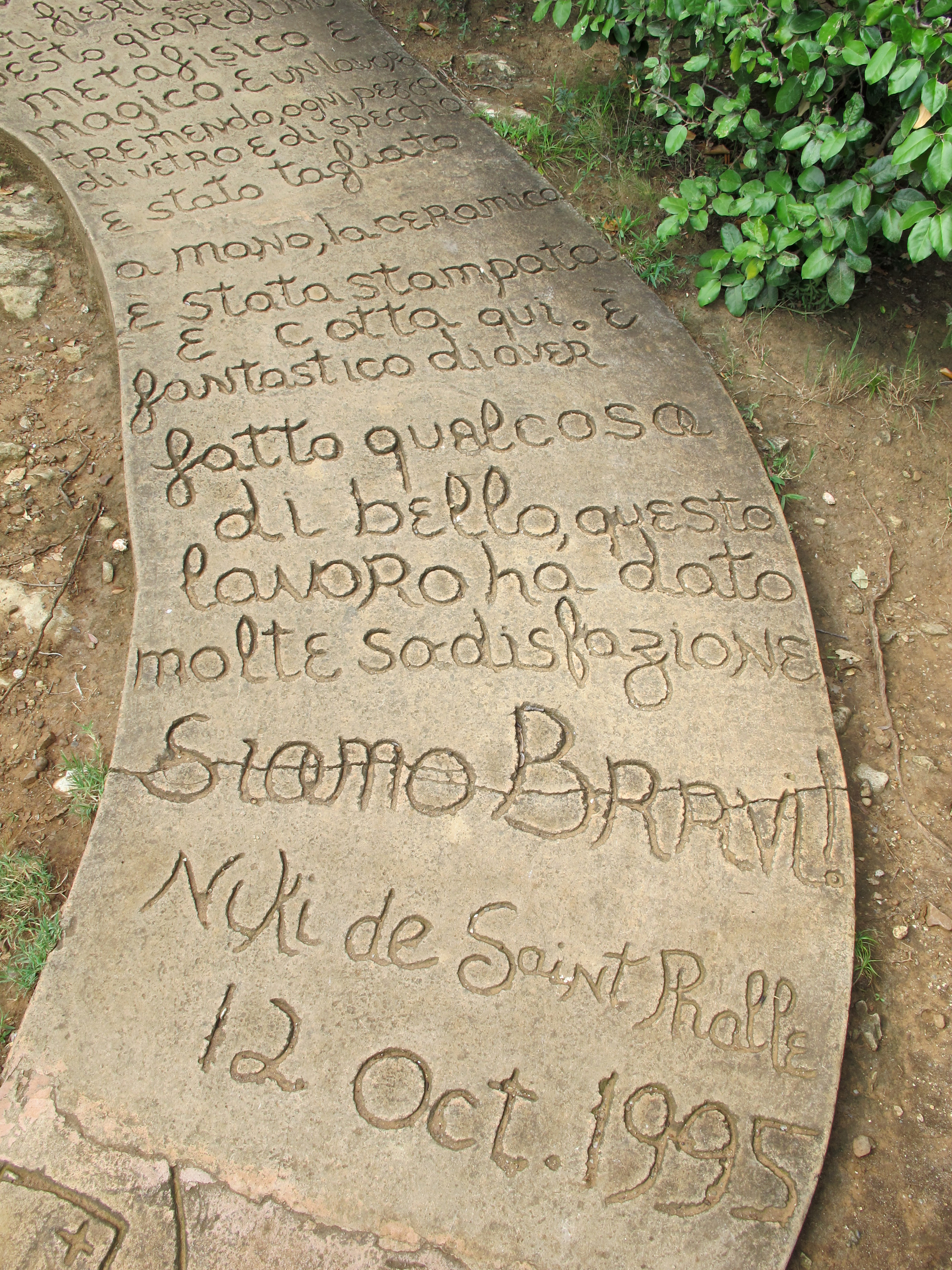
タロット・ガーデンの通路

1980年代末から1990年代初頭にかけて、ニキは他の仕事が入り、タロット・ガーデンで過ごす時間が少なくなった。すでに1980年代に入った頃から関節リウマチを患っていたうえに、とりわけ、1991年8月にティンゲリーがベルン（スイス）で死去すると、ニキは健康状態の悪化にもかかわらず、タロット・ガーデンの制作を進めると同時に、バーゼルにティンゲリー美術館を設立するために尽力した。建築家マリオ・ボッタが設計したこの美術館は1996年に開館した。また、増田静江が栃木県の那須高原にニキ美術館を設立したのは1994年のことであり、ニキはこの美術館のデザインを担当したが、その奇抜な造形は、国立公園法による厳しい規制のために実現しなかった。
1994年、ニキは健康上の理由から、カリフォルニア州サンディエゴ市のラホヤに居を定め、死去するまで8年間ここに暮らすことになった。だが、ここにアトリエを設置し、鏡、ガラス、石を使って作業を続けた。ルジョーヌが何度もラホヤに足を運び、協力した。
タロット・ガーデンは次第に来園者を受け入れていたが、1998年5月15日に正式に開館した。ニキは開館後もラホヤで「カリフィア女王の魔法の輪」などの小規模な彫刻の制作を続け、現場でも引き続き作業が行われていたが、2002年5月21日にニキが死去すると、生前から彼女が望んでいたように、この時点で、タロット・ガーデンでの制作はすべて終了した。

## 彫刻作品群

### 概要
公式ウェブサイト（イタリア語、英語、ドイツ語、フランス語）の「インタラクティブ・マップ」はタロット・ガーデンの概略図であり、タロットカードの番号だけがローマ数字で書かれているが、カーソルを置くと小さいイラストが表示され、クリックすると作品の画像とニキによる解説が表示される。これは、ニキによる解釈であって、多くの場合、伝統的なタロットカードの寓意とは異なる。
主な作品は高さ12メートルから15メートルで、ポリエステルと鉄筋コンクリートで造形した後、モザイク、鏡の断片、多彩なセラミックス、ガラス、特にムラーノ産のガラス（ヴェネツィアン・グラス）を接着して造られている。
- I 魔術師：「魔術師」は「女教皇」の頭部に設置されている。これらは最初に造られた作品である。魔術師は、ニキにとって、世界を創造した神に相当するという[26]。イギリスの画家・ジャズミュージシャンのアラン・デイヴィー（英語版）が、「魔術師」の頭部内側の一部を描いている[13]。
- II 女教皇：入口正面に巨大な「女教皇」がある。大きな口から水が流れ出て、手前の泉に注ぎ込む。泉にはジャン・ティンゲリー作の「運命の輪」（噴水のある動く機械）。「女教皇」は、ボマルツォの怪物公園（Parco dei Mostri）にある、口を大きく開けて目を剥いた怪物に着想を得て制作された作品であり、ニキの怪物公園へのオマージュである[1]。

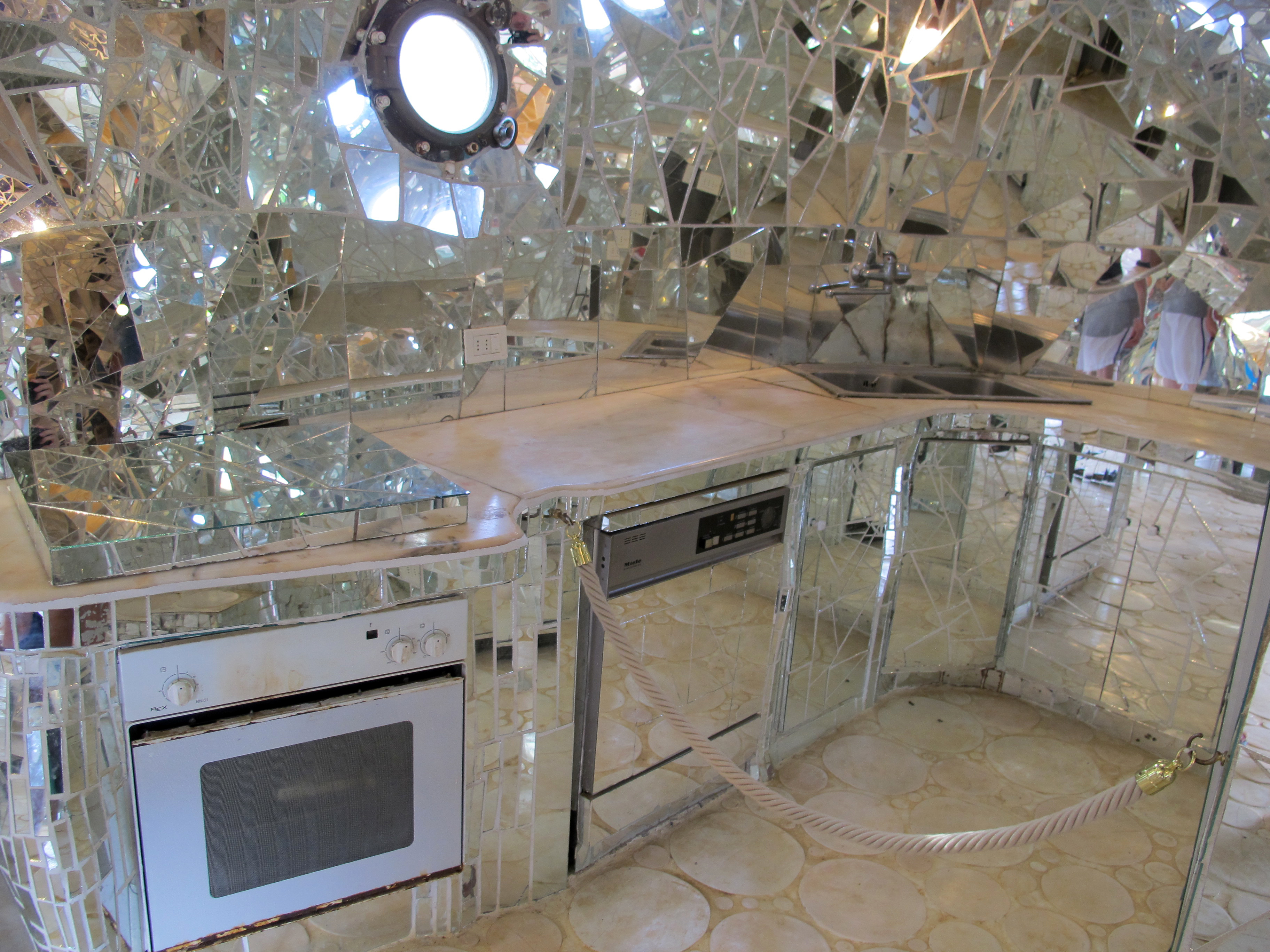
ニキが暮らした「女帝」内部のキッチン

- ニキが暮らした「女帝」内部のキッチンIII 女帝：スフィンクスをかたどった巨大な女神像。ニキにとっては、「天の女王、母、娼婦、感情、神聖な魔術、文明」の象徴である[27]。内部は鏡やモザイクに覆われたまばゆい空間。彼女は1983年から約7年間、ここを住宅兼アトリエとして使用し、生活をしながら制作に取り組んだ[11]。1988年には、この「母の子宮」の中で生活するのは「息が詰まる」として、地下にニューヨークのロフトスタイルのアトリエを増設した[28]。
- IV 皇帝：ニキの「皇帝」は「男性的な力」、「家父長制」を表わし、「保護者」であり、かつ、「征服者」でもある両義的な存在である[29]。「皇帝」は城の内部にある。城は、鏡やセラミックスを使って、1本ごとに異なるモチーフで構成された数本の柱で支えられている[25]。
- V 教皇：顔をかたどったやや小規模な作品。「教皇」は、ニキにとって、性別・宗教を問わず、賢者や聖職者、教育者など、謎を解き、知識を伝える存在である[30]。
- VI 恋人：男性像（アダム）と女性像（イヴ）によって表現されたこの作品を、ニキは「選択」と名付けた。正しい選択と間違った選択の「二つの道」の意味であるが、ニキは、「間違いによって、自分自身の真実にさらに近づくこともある」と解釈する[31]。
- VII 戦車：女性像を乗せた、やや小規模な「戦車」。タロットの寓意と同様に「勝利」を表わすと同時に、ニキはその「はかなさ」を強調している[32]。

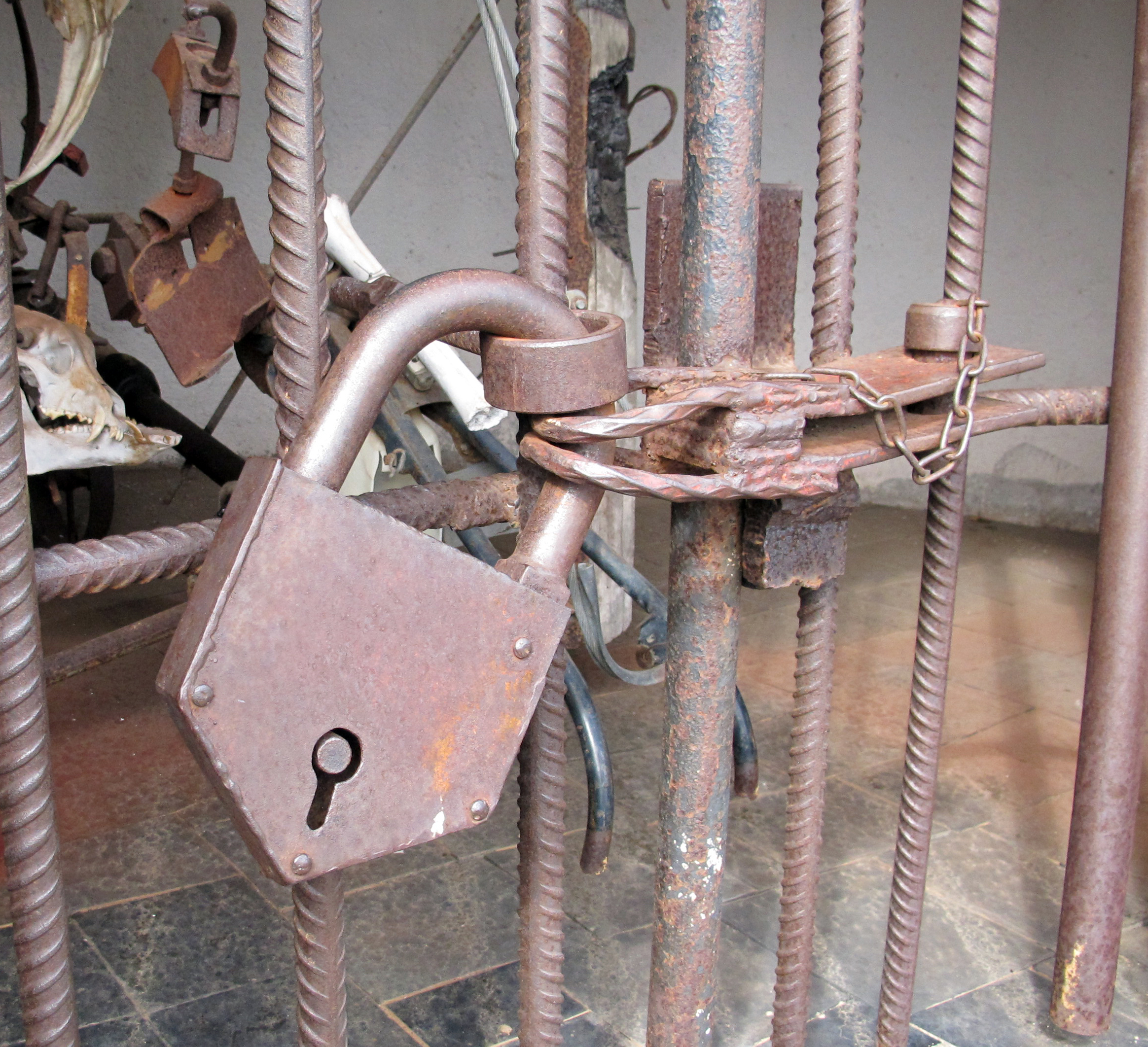
「不正」を閉じ込めた南京錠 -「正義」

- 「不正」を閉じ込めた南京錠 -「正義」VIII 正義：天秤を持つ正義の女神像。白と黒だけで表現されている。下半身の中央に赤みを帯びた鉄格子があり、大きな南京錠が掛かっている。内部には、屑鉄で作った彫刻、回収品のランプ、発動機などのオブジェで構成される、ティンゲリーの作品「不正」がある。鉄格子脇には、「ジャン・ティンゲリーが「不正」を罠で捕えて、「正義」の内側に閉じ込め、鍵を掛けた」と書かれている[10]。
- IX 隠者：青いフレームによって表現される隠者と、その足に絡み付く蛇で構成される小ぶりな作品。ニキは自己探求の象徴として表現している。タロット・ガーデンの最も奥にある「神託」は、「隠者」の女性版である[33]。
- X 運命の輪（ジャン・ティンゲリー作）
- XI 力：入口左手にある獰猛なドラゴンと、これを目に見えない糸で操る女性の像。ドラゴンは緑の鏡の破片で覆われている[25][34]。
- XII 吊るされた男：「隠者」と同様に、主に青と黄色のフレームによって構成される。ニキは、T・S・エリオットが詩「荒地」で「吊るされた男」に言及していることに触れた後、吊るされて、世界を逆さまに見ているので、新しい見方・やり方を表わすとしている[35]。
- XIII 死神：馬に跨った女性の死神。馬の足元に手足や奇妙な生き物のオブジェが置かれ、「死と再生」を表わしている[36]。
- XIV 節制：「節制」は、礼拝堂である。当初は「吊るされた男」を収納する建物として構想されたが、1983年にティンゲリーが心臓の手術を受けたとき、ニキは手術が成功したら礼拝堂を建てようと決意した[11]。「情熱的な」彼女には、「節制」の意味がよくわからず、「妥協」や「中庸」のように思われたが、あるとき、「節制」とは「正義の道」であることがわかったという[37]。礼拝堂の上には、金のフレームによる翼のある青いナナ像が設置されている。
- XV 悪魔：ニキは「悪魔」によって、一方で「精神の自由を失うこと」、他方で「生命力」や「セクシュアリティ」を表わしている[38]。頭部の黄金の角や両性具有的な表象、両脇の2体の人物像は、伝統的な寓意画によるものだが、鮮やかな多彩色の像である。

- XVI バベルの塔：四角い銀色の塔に様々な形状の窓がはめ込まれている。タロットカードの寓意画と同様に、塔の先端が崩壊し、炎に相当するものが突出している。ニキはこれを「神の怒り」として表現している。突出部は、ティンゲリーの作品「エーオース」（ギリシア神話の暁の女神）である[10]。
- XVII 星：右手と左手に持った2つの壺から水を注ぐ女性像。池の中央に全身に星がちりばめられた女性像があり、赤い壺から水がほとばしり出ている。ニキにとって「星」は、「完全な存在」であり、「心身の健全さ」である[39]。
- XVIII 月：赤いザリガニが人面（女性の横顔）の月を掲げ、黄色と黒の犬がザリガニを支えている。ニキは、ポジティブな「想像力」とネガティブな「幻想」を表わす「月」は、「潮の満ち引き、女性の月経、出産、水に関するすべてのものに影響する」という[40]。
- XIX 太陽：ニキは「太陽」をインドやメキシコの伝説に出てくるような鳥として表現している。鳥はニキの作品でしばしば使われるモチーフであり、ここでは、「太陽に最も近い生き物である」と説明している[41]。
- XX 審判：墓から出てきた子供、男性または女性、老人の人間の3つの姿を表わした平面的な構成。ラッパを吹く天使は、この3つの姿が1つになるよう促しているのだという[42]。
- XXI 世界：蛇が巻きついた金の卵の上に片足を上げて立つ女性。ニキは、ここに「世界の神秘とスフィンクスの答え」があるという[43]。

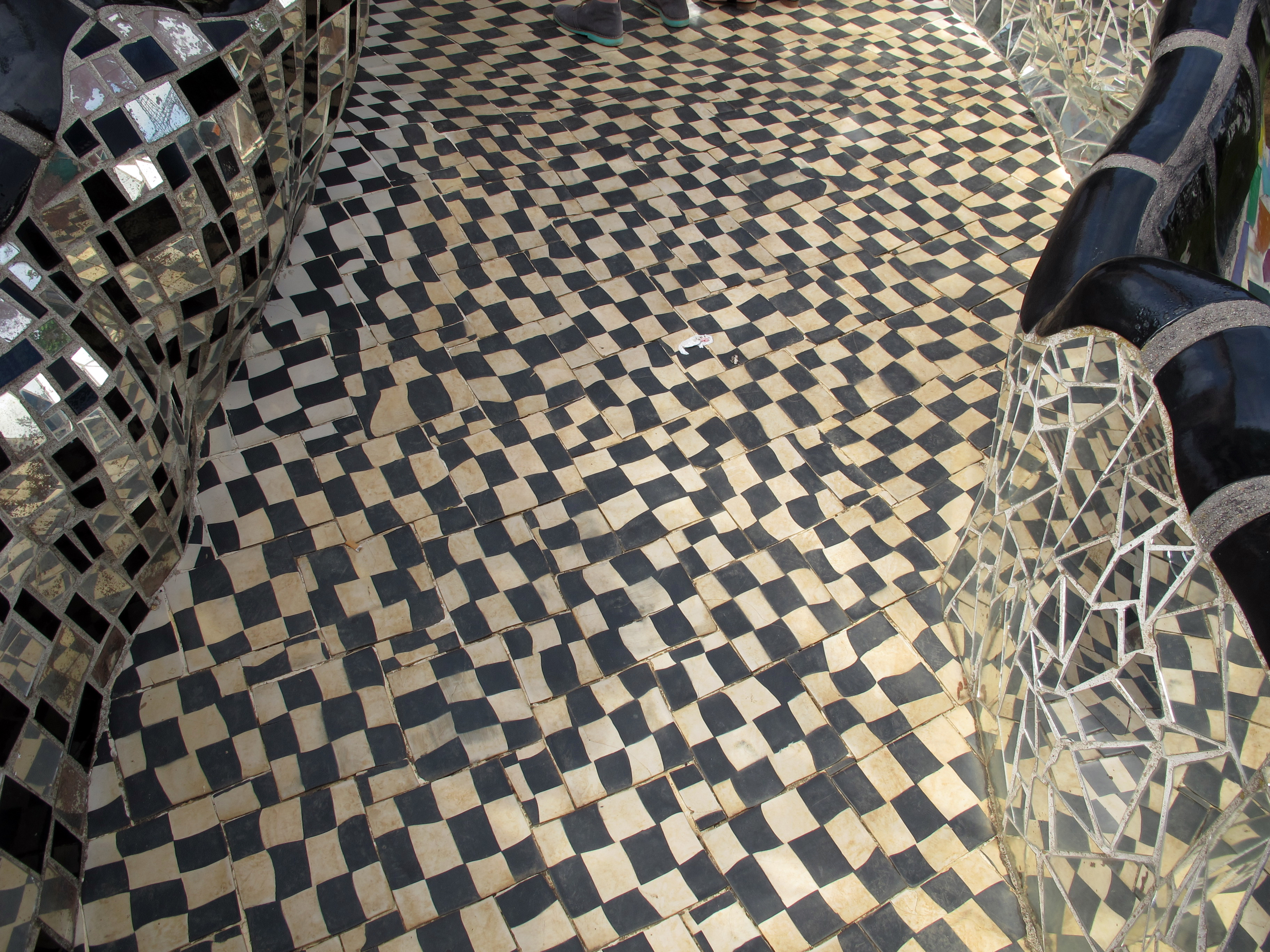
内部の通路

タロット・ガーデン入口：開館の前年の1997年に、ティンゲリー美術館を設計したマリオ・ボッタが入口の塀と柵を制作した。塀には地元トスカーナ産の石を使用した。ニキは、タロット・ガーデン内の作品世界と外部とを明確に区別すると同時に、「ドラゴンが宝物を守るように」作品世界を要塞のように保護する「男性的」な塀が造られたと表現している。
この他、リカルドに捧げる猫の像、「隠者」の女性版「神託」（赤と金の蛇を身体にまとった青い女性像）（それぞれインタラクティ・マップで「C」、「O」と表示）、1974年制作の「皿＝泉（ナナ＝泉）」に基づく大型の作品、インタラクティブ・マップには示されていないタロットカード番号0の「愚者」などがある。

## その他の情報

### アクセス
DIRECTIONS参照。
- シエーナから：S223をグロッセートの方向に。グロッセートでアウレリア街道（S1/A12）に入り、ローマの方向に。オルベテッロを過ぎてペーシャ・フィオレンティーナ（イタリア語版）に出て左折し、次に最初の道路を左折。さらに2番目の道路を左折。
- ローマから：アウレリア街道（A12/S1）をチヴィタヴェッキア（グロッセート）の方向に。チヴィタヴェッキア、タルクイーニア、モンタルト・ディ・カストロを過ぎて、ペーシャ・フィオレンティーナに出て左折し、次に最初の道路を左折。さらに2番目の道路を左折。
- フィウミチーノ空港から：A12をチヴィタヴェッキアの方向に。チヴィタヴェッキアでアウレリア街道に入り、グロッセートの方向に。タルクイーニア、モンタルト・ディ・カストロを過ぎて、ペーシャ・フィオレンティーナに出て左折し、次に最初の道路を左折。さらに2番目の道路を左折。

### 開園期間・時間
VISIT参照。
- 開園期間：4月1日から10月15日まで
- 開園時間：14時30分から19時30分まで
  - 25人以上の団体は事前予約により3月でも入園可能。但し、土日・祭日を除く[44]。
  - 11月から3月までの間は第1土曜のみ開園。午前9時から午後1時まで入園無料。

地図・詳細を含むパンフレット

## 参考資料
- Denis Peiron (2015), Quand Niki de Saint Phalle compose le Jardin des Tarots en Toscane, La Croix.
- Le jardin des tarots de Niki de Saint Phalle, Touristie.com.
- The Tarot Garden (il Giardino Dei Tarocchi) Official Website - Chronology, Interactive Map.